# Neoprolochus jacobsoni
Genre
Espèce
Neoprolochus jacobsoni, unique représentant du genre Neoprolochus, est une espèce d'araignées aranéomorphes de la famille des Tetragnathidae.

## Distribution
Cette espèce est endémique de Sumatra en Indonésie.

## Publication originale
- Reimoser, 1927 : Fauna simalurensis Araneina. Entomologische Mitteilungen, vol. 16, p. 43-48.